# Municipio de Stockholm (Iowa)
Stockholm Township es una subdivisión territorial del condado de Crawford, Iowa, Estados Unidos. Según el censo de 2020, tiene una población de 172 habitantes.
Es una subdivisión exclusivamente geográfica, por cuanto el estado de Iowa no utiliza la herramienta de los townships como Gobiernos municipales.

## Geografía
La subdivisión está ubicada en las coordenadas 42°09′57″N 95°16′09″O / 42.16583, -95.26917 (42.165796, -95.269217). Según la Oficina del Censo de los Estados Unidos, tiene una superficie total de 92.37 km², de los cuales 92.31 km² corresponden a tierra firme y 0.06 km² están cubiertos de agua.

## Demografía
Según el censo de 2020, hay 172 personas residiendo en la zona. La densidad de población era de 1.9 hab./km². El 99.42 % de los habitantes son blancos y el 0.58 % es de una mezcla de razas. Del total de la población, el 1.16 % son hispanos o latinos de cualquier raza.